# Kościół Podwyższenia Krzyża Świętego w Giewartowie
Kościół Podwyższenia Krzyża Świętego – rzymskokatolicki kościół parafialny należący do parafii pod tym samym wezwaniem (dekanat słupecki archidiecezji gnieźnieńskiej).
Obecna świątynia została wzniesiona w latach 1907–1913 według projektu inżyniera Chodaka z Warszawy. Jest to budowla reprezentująca styl neogotycki, murowana, posiadająca jedną wieżę. Korpus kościoła jest jednonawowy, nakrywa go dwuspadowy dach, od strony południowej jest dobudowana wspomniana wyżej dwukondygnacyjna wieża, nakryta dachem namiotowym. Przybudówki świątyni nakrywają dachy dwuspadowe i wielospadowe, bryła jest oprzyporowana. Nawa i prezbiterium są nakryte formą stylizowanego sklepienia sieciowego. Ostatni remont został przeprowadzony w 2008 roku. Wymienione wówczas zostało pokrycie dachu z eternitu na dachówkę karpiówkę a także zostały wymienione rynny razem z obróbką blacharską. Budowla znajduje się w dobrym stanie technicznym.